# 于伯林根
于伯林根（德語：Überlingen，發音：[ˈyːbɐˌlɪŋən] ⓘ）是德国巴登-符腾堡州蒂宾根行政区博登湖县的城市，面积58.66平方千米，2023年12月31日人口为23,240人。此地于2002年7月1日发生两架飞机相撞的空难，造成71人遇难，当地建有此次空难的纪念公园。

## 友好城市
于伯林根与以下城市结为友好城市：
- 法國 尚蒂伊（1987年）
- 德国 巴特尚道（1990年）